# Quinchamalium bracteosum
Quinchamalium bracteosum är en tvåhjärtbladig växtart som beskrevs av Rodolfo Amando Philippi. Quinchamalium bracteosum ingår i släktet Quinchamalium och familjen Schoepfiaceae. Inga underarter finns listade i Catalogue of Life.